# St Juliot
St Juliot – wieś w Anglii, w Kornwalii. Leży 91 km na północny wschód od miasta Penzance i 328 km na zachód od Londynu.